# La Madrid Challenge by La Vuelta 2016
La 2e édition de La Madrid Challenge by La Vuelta a lieu le 11 septembre 2016. C'est la dernière épreuve de l'UCI World Tour féminin 2016. Elle se déroule en lever de rideau de la 21e étape du Tour d'Espagne 2016 qui s'est terminée à Madrid.
Elle est remportée au sprint par Jolien D'Hoore devant sa coéquipière Chloe Hosking et Marta Bastianelli.

## Parcours

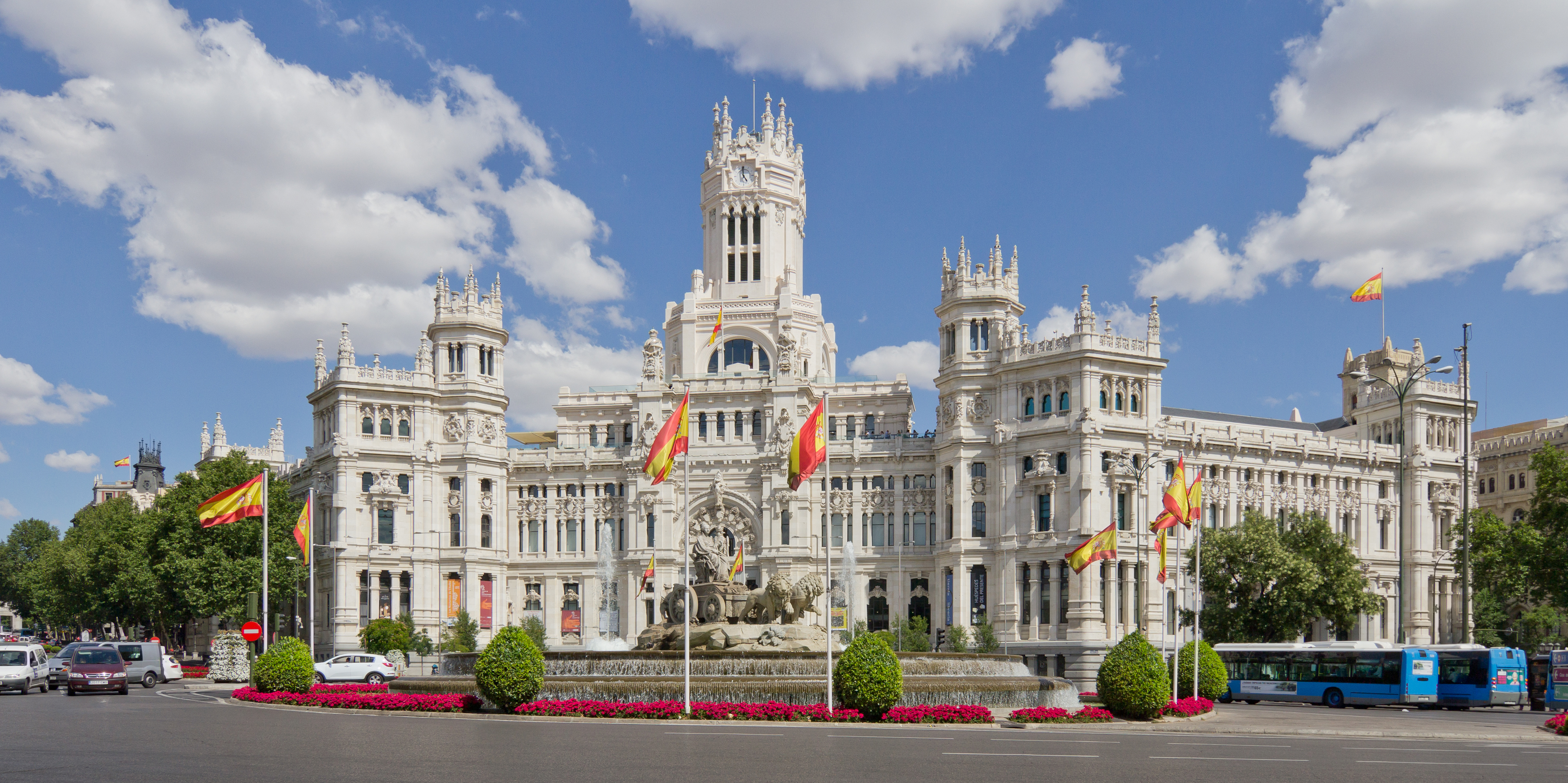
La ligne d'arrivée est placée devant le Palais de Cybèle.

Le parcours est identique à celui 2015. Il est constitué d'un circuit urbain dans Madrid, long de 5,8 km et identique à celui des hommes, à réaliser quinze fois. Les coureuses partent de la Plaza de Cibeles puis se dirigent vers le nord sur le Paseo de Recoletos. Au niveau de la Plaza de Colón, elle tournent à 180 degrés. Revenues à la Plaza de Cibeles, elles empruntent la Gran Vía jusqu'à la Plaza de Callao puis font de nouveau demi-tour. Elles partent ensuite sur le Paseo del Prado jusqu'à Atocha. Elles effectuent un dernier virage en épingle à cheveux pour revenir sur la ligne d'arrivée. La course est relativement plate et se destine aux sprinteuses,.

## Équipes
Dix-huit équipes UCI et une sélection nationale prennent le départ de la course.
| Équipes féminines professionnelles (18)- Lensworld-Zannata - Alé Cipollini - Lares-Waowdeals Women - Liv-Plantur - Lointek - Hitec Products - Topsport Vlaanderen-Etixx - BTC City Ljubljana - Boels Dolmans - Orica-AIS - Parkhotel Valkenburg - Cylance - BePink - Lotto Soudal Ladies - Bizkaia-Durango - Weber Shimano Ladies Power - Poitou-Charentes.Futuroscope.86 - Wiggle High5 Équipe nationale- Espagne |
| |

## Récit de la course
La première échappée est constituée d'Anna Plichta, Eri Yonamine, Natalie van Gogh et Margarita Victoria Garcia. Elles sont reprises à mi-course. À quarante kilomètres de l'arrivée, la leader du classement de l'UCI World Tour féminin Megan Guarnier attaque. Elle est rejointe par quatre autres coureuses, mais le peloton les reprend. À vingt kilomètres de la ligne, Claudia Lichtenberg et Simona Frapporti partent à leur tour. Leur avance culmine à trente secondes et elles comptent toujours vingt secondes à l'amorce du dernier tour. Elles sont néanmoins rattrapées par le peloton, malgré une chute importante au sein de celui-ci. La course se conclut donc par un sprint massif. L'équipe Wiggle High5 réalise un doublé avec Jolien D'Hoore vainqueur et Chloe Hosking deuxième. Derrière, Marta Bastianelli complète le podium.

## Classement final
| \| Classement général \| Classement général \| Classement général \| Classement général \| Classement général \| \| Coureuse \| Coureuse \| Pays \| Équipe \| Temps \| \| ------------------ \| ------------------------- \| ------------------ \| ------------------------------- \| ------------------ \| \| 1re \| Jolien D'Hoore \| Belgique \| Wiggle High5 \| 2 h 01 min 01 s \| \| 2e \| Chloe Hosking \| Australie \| Wiggle High5 \| + 0 s \| \| 3e \| Marta Bastianelli \| Italie \| Alé Cipollini \| + 0 s \| \| 4e \| Chantal Blaak \| Pays-Bas \| Boels Dolmans \| + 0 s \| \| 5e \| Maria Giulia Confalonieri \| Italie \| Lensworld-Zannata \| + 0 s \| \| 6e \| Carmen Small \| États-Unis \| Cylance \| + 0 s \| \| 7e \| Monique van de Ree \| Pays-Bas \| Lares-Waowdeals Women \| + 0 s \| \| 8e \| Eugenia Bujak \| Pologne \| BTC City Ljubljana \| + 0 s \| \| 9e \| Roxane Fournier \| France \| Poitou-Charentes.Futuroscope.86 \| + 0 s \| \| 10e \| Emilie Moberg \| Norvège \| Hitec Products \| + 0 s \| |                           |            |                                 |                 |
| |                           |            |                                 |                 |
| |                           |            |                                 |                 |
| Classement général |                           |            |                                 |                 |
| Coureuse | Coureuse                  | Pays       | Équipe                          | Temps           |
| 1re | Jolien D'Hoore            | Belgique   | Wiggle High5                    | 2 h 01 min 01 s |
| 2e | Chloe Hosking             | Australie  | Wiggle High5                    | + 0 s           |
| 3e | Marta Bastianelli         | Italie     | Alé Cipollini                   | + 0 s           |
| 4e | Chantal Blaak             | Pays-Bas   | Boels Dolmans                   | + 0 s           |
| 5e | Maria Giulia Confalonieri | Italie     | Lensworld-Zannata               | + 0 s           |
| 6e | Carmen Small              | États-Unis | Cylance                         | + 0 s           |
| 7e | Monique van de Ree        | Pays-Bas   | Lares-Waowdeals Women           | + 0 s           |
| 8e | Eugenia Bujak             | Pologne    | BTC City Ljubljana              | + 0 s           |
| 9e | Roxane Fournier           | France     | Poitou-Charentes.Futuroscope.86 | + 0 s           |
| 10e | Emilie Moberg             | Norvège    | Hitec Products                  | + 0 s           |

### Classements annexes

#### Classement par points
| Classement par points | Classement par points | Classement par points | Classement par points            | Classement par points |
| Coureuse              | Coureuse              | Pays                  | Équipe                           | Points                |
| --------------------- | --------------------- | --------------------- | -------------------------------- | --------------------- |
| 1re                   | Mia Radotić           | Croatie               | BTC City Ljubljana               | 29 pts                |
| 2e                    | Anna Plichta          | Pologne               | BTC City Ljubljana               | 29 pts                |
| 3e                    | Alice Maria Arzuffi   | Italie                | Lensworld-Zannata                | 23 pts                |
| 4e                    | Natalie van Gogh      | Pays-Bas              | Parkhotel Valkenburg Continental | 14 pts                |
| 5e                    | Claudia Lichtenberg   | Allemagne             | Lotto Soudal Ladies              | 10 pts                |
| 6e                    | Simona Frapporti      | Italie                | Hitec Products                   | 8 pts                 |
| 7e                    | Eri Yonamine          | Japon                 | Poitou-Charentes.Futuroscope.86  | 7 pts                 |
| 8e                    | Katarzyna Pawłowska   | Pologne               | Boels Dolmans                    | 5 pts                 |
| 9e                    | Jessenia Meneses      | Colombie              | Weber Shimano Ladies Power       | 4 pts                 |
| 10e                   | Julia Soek            | Pays-Bas              | Liv-Plantur                      | 4 pts                 |

### UCI World Tour
| Position           | 1er | 2e  | 3e | 4e | 5e | 6e | 7e | 8e | 9e | 10e | 11e | 12e | 13e | 14e | 15e | 16e | 17e | 18e | 19e | 20e |
| Classement général | 120 | 100 | 85 | 70 | 60 | 50 | 40 | 35 | 30 | 25  | 20  | 18  | 16  | 14  | 12  | 10  | 8   | 6   | 4   | 2   |

## Liste des participantes
| Légende | Légende                                                                           | Légende | Légende                                                    |
| ------- | --------------------------------------------------------------------------------- | ------- | ---------------------------------------------------------- |
| Num     | Dossard de départ porté par le coureur sur cette La Madrid Challenge by La Vuelta | Pos     | Position à l'arrivée de la course                          |
|         | Indique un maillot de champion national ou mondial, suivi de sa spécialité        | NP      | Indique un coureur qui n'a pas pris le départ de la course |
| AB      | Indique un coureur qui n'a pas terminé la course                                  | HD      | Indique un coureur qui a terminé la course hors des délais |

| Lensworld-Zannata-Etixx LZE             | Lensworld-Zannata-Etixx LZE      | Lensworld-Zannata-Etixx LZE |
| --------------------------------------- | -------------------------------- | --------------------------- |
| Num                                     | Coureur                          | Pos                         |
| 1                                       | Maria Giulia Confalonieri* (ITA) | 5e                          |
| 2                                       | Alice Maria Arzuffi* (ITA)       | 40e                         |
| 3                                       | Maaike Polspoel (BEL)            | 59e                         |
| 4                                       | Winanda Spoor (NED)              | AB                          |
| 5                                       | Kim de Baat (BEL)                | AB                          |
| Directeur sportif : Heidi Van De Vijver |                                  |                             |

| Alé Cipollini ALE                        | Alé Cipollini ALE        | Alé Cipollini ALE |
| ---------------------------------------- | ------------------------ | ----------------- |
| Num                                      | Coureur                  | Pos               |
| 11                                       | Marta Bastianelli (ITA)  | 3e                |
| 12                                       | Annalisa Cucinotta (ITA) | 85e               |
| 13                                       | Martina Alzini* (ITA)    | 31e               |
| 14                                       | Ellen Jkerritt (NZL)     | 71e               |
| 15                                       | Marta Tagliaferro (ITA)  | 70e               |
| 16                                       | Anna Trevisi (ITA)       | AB                |
| Directeur sportif : Fortunato Lacquaniti |                          |                   |

| Lares-Waowdeals Women LWW       | Lares-Waowdeals Women LWW | Lares-Waowdeals Women LWW |
| ------------------------------- | ------------------------- | ------------------------- |
| Num                             | Coureur                   | Pos                       |
| 21                              | Pia De Quint (BEL)        | AB                        |
| 22                              | Tara Lins (BEL)           | 64e                       |
| 23                              | Sarah Inghelbrecht (BEL)  | 80e                       |
| 24                              | Kelly Markus (BEL)        | AB                        |
| 25                              | Monique van de Ree (NED)  | 7e                        |
| 26                              | Shana van Glabeke (BEL)   | AB                        |
| Directeur sportif : Marc Bracke |                           |                           |

| Liv-Plantur TLP                     | Liv-Plantur TLP        | Liv-Plantur TLP |
| ----------------------------------- | ---------------------- | --------------- |
| Num                                 | Coureur                | Pos             |
| 31                                  | Leah Kirchmann (CAN)   | 11e             |
| 32                                  | Riejanne Markus* (NED) | 43e             |
| 33                                  | Sara Mustonen (SWE)    | 42e             |
| 34                                  | Julia Soek (NED )      | 44e             |
| 35                                  | Carlee Taylor (AUS )   | 66e             |
| 36                                  | Molly Weaver* (GBR )   | 67e             |
| Directeur sportif : Hans Timmermans |                        |                 |

| Lointek LTK                        | Lointek LTK                 | Lointek LTK |
| ---------------------------------- | --------------------------- | ----------- |
| Num                                | Coureur                     | Pos         |
| 41                                 | Alicia González (ESP)       | 37e         |
| 42                                 | Belen Lopez (ESP)           | 55e         |
| 43                                 | Eider Merino Kortazar (ESP) | 41e         |
| 44                                 | Gloria Rodriguez (ESP)      | 53e         |
| 45                                 | Alba Teruel Ribes (ESP)     | 21e         |
| 46                                 | Cristina Martínez (ESP)     | 61e         |
| Directeur sportif : Irondo Lazkano |                             |             |

| Hitec Products HPU            | Hitec Products HPU      | Hitec Products HPU |
| ----------------------------- | ----------------------- | ------------------ |
| Num                           | Coureur                 | Pos                |
| 51                            | Miriam Bjørnsrud ( NOR) | AB                 |
| 52                            | Tatiana Guderzo ( ITA)  | 16e                |
| 53                            | Charlotte Becker ( GER) | 28e                |
| 54                            | Lauren Kitchen ( AUS)   | 26e                |
| 55                            | Emilie Moberg ( NOR)    | 10e                |
| 56                            | Simona Frapporti ( ITA) | 45e                |
| Directeur sportif : Karl Lima |                         |                    |

| Topsport Vlaanderen-Etixx VLL    | Topsport Vlaanderen-Etixx VLL | Topsport Vlaanderen-Etixx VLL |
| -------------------------------- | ----------------------------- | ----------------------------- |
| Num                              | Coureur                       | Pos                           |
| 61                               | Gilke Croket (BEL)            | 68e                           |
| 62                               | Valerie Demey (BEL)           | 17e                           |
| 63                               | Demmy Druyts* (BEL)           | AB                            |
| 64                               | Jessy Druyts* (BEL)           | AB                            |
| 65                               | Kelly Druyts (BEL)            | 77e                           |
| 66                               | Kelly Van den Steen* (BEL)    | 52e                           |
| Directeur sportif : Davy Wijnant |                               |                               |

| BTC City Ljubljana BTC           | BTC City Ljubljana BTC    | BTC City Ljubljana BTC |
| -------------------------------- | ------------------------- | ---------------------- |
| Num                              | Coureur                   | Pos                    |
| 71                               | Eugenia Bujak (POL)       | 8e                     |
| 72                               | Corinna Lechner (GER)     | 56e                    |
| 73                               | Jelena Eric* (SRB)        | 38e                    |
| 74                               | Ursa Pintar (SLO)         | 35e                    |
| 75                               | Anja Plichta (POL)        | 36e                    |
| 76                               | Mia Radotic (CRO) (route) | 15e                    |
| Directeur sportif : Gorazd Penko |                           |                        |

| Boels Dolmans DLT              | Boels Dolmans DLT               | Boels Dolmans DLT |
| ------------------------------ | ------------------------------- | ----------------- |
| Num                            | Coureur                         | Pos               |
| 81                             | Chantal Blaak (NED)             | 4e                |
| 82                             | Karol-Ann Canuel (CAN)          | 47e               |
| 83                             | Amalie Dideriksen (DEN)         | 19e               |
| 84                             | Megan Guarnier (USA) (route)    | 46e               |
| 85                             | Christine Majerus (LUX) (route) | 18e               |
| 86                             | Katarzyna Pawłowska (POL)       | 33e               |
| Directeur sportif : Danny Stam |                                 |                   |

| Orica-AIS OGE                  | Orica-AIS OGE         | Orica-AIS OGE |
| ------------------------------ | --------------------- | ------------- |
| Num                            | Coureur               | Pos           |
| 91                             | Jessica Allen* (AUS)  | 14e           |
| 92                             | Gracie Elvin (AUS)    | 24e           |
| 93                             | Jenelle Crooks* (AUS) | 65e           |
| 94                             | Loren Rowney (AUS)    | 83e           |
| 95                             | Sarah Roy (AUS)       | 34e           |
| Directeur sportif : Gene Bates |                       |               |

| Parkhotel Valkenburg PHV                          | Parkhotel Valkenburg PHV | Parkhotel Valkenburg PHV |
| ------------------------------------------------- | ------------------------ | ------------------------ |
| Num                                               | Coureur                  | Pos                      |
| 101                                               | Eva Buurman (NED)        | 81e                      |
| 102                                               | Chanella Stougje (NED)   | 27e                      |
| 103                                               | Jermaine Post (NED)      | 63e                      |
| 104                                               | Natalie van Gogh (NED)   | 32e                      |
| 105                                               | Vera Koedooder (NED)     | 39e                      |
| Directeur sportif : Raymond Rol, Levinus Huenders |                          |                          |

| Cylance CPC                        | Cylance CPC                   | Cylance CPC |
| ---------------------------------- | ----------------------------- | ----------- |
| Num                                | Coureur                       | Pos         |
| 111                                | Sheyla Gutierrez Ruiz* (ESP)  | 12e         |
| 112                                | Rossella Ratto* (ITA)         | 57e         |
| 113                                | Rachele Barbieri * (ITA)      | AB          |
| 114                                | Doris Schweizer (SUI) (route) | 69e         |
| 115                                | Carmen Small (USA)            | 6e          |
| Directeur sportif : Manel Lacambra |                               |             |

| Espagne | Espagne              | Espagne |
| ------- | -------------------- | ------- |
| Num     | Coureur              | Pos     |
| 121     | Ziortza Isasi (ESP)  | AB      |
| 122     | Cristina Pujol (ESP) | AB      |
| 123     | Ana Usabiaga (ESP)   | 73e     |
| 124     | Carla Nafria (ESP)   | AB      |

| Bepink BPK                          | Bepink BPK               | Bepink BPK |
| ----------------------------------- | ------------------------ | ---------- |
| Num                                 | Coureur                  | Pos        |
| 131                                 | Simona Bortolotti* (ITA) | 22e        |
| 132                                 | Silvia Valsecchi (ITA)   | 51e        |
| 133                                 | Francesca Pattaro* (ITA) | AB         |
| 134                                 | Ilaria Sanguineti* (ITA) | 13e        |
| Directeur sportif : Marino de Carli |                          |            |

| Lotto Soudal LBL                   | Lotto Soudal LBL          | Lotto Soudal LBL |
| ---------------------------------- | ------------------------- | ---------------- |
| Num                                | Coureur                   | Pos              |
| 141                                | Sofie de Vuyst (BEL)      | 79e              |
| 142                                | Élise Delzenne (FRA)      | 74e              |
| 143                                | Chantal Hoffmann (LUX)    | 76e              |
| 144                                | Claudia Lichtenberg (GER) | 49e              |
| 145                                | Anouk Rijff (BEL)         | 50e              |
| Directeur sportif : Ivan Depoorter |                           |                  |

| Bizkaia - Durango BPD                                  | Bizkaia - Durango BPD                   | Bizkaia - Durango BPD |
| ------------------------------------------------------ | --------------------------------------- | --------------------- |
| Num                                                    | Coureur                                 | Pos                   |
| 151                                                    | Elisabet Escursel (ESP)                 | AB                    |
| 152                                                    | Margarita Victoria Garcia (ESP) (route) | 23e                   |
| 153                                                    | Irati Idirin Egana * (ESP)              | AB                    |
| 154                                                    | Lierni Lekuona Etxebeste (ESP)          | 84e                   |
| 155                                                    | Lourdes Oyarbide Jimenez (ESP)          | 30e                   |
| Directeur sportif : Jon Elorriaga, Agurtzane Elorriaga |                                         |                       |

| Weber Shimano SLP                    | Weber Shimano SLP                | Weber Shimano SLP |
| ------------------------------------ | -------------------------------- | ----------------- |
| Num                                  | Coureur                          | Pos               |
| 161                                  | Maria Fadiga (ARG)               | 78e               |
| 162                                  | Jessenia Meneses (COL)           | 29e               |
| 163                                  | Rocio Parrado (COL)              | AB                |
| 164                                  | Caterin Elisabeth Previley (ARG) | AB                |
| 165                                  | Aranza Villalón (CHI)            | 72e               |
| Directeur sportif : Adrián Palomares |                                  |                   |

| Poitou Charentes Futuroscope 86 FUT | Poitou Charentes Futuroscope 86 FUT | Poitou Charentes Futuroscope 86 FUT |
| ----------------------------------- | ----------------------------------- | ----------------------------------- |
| Num                                 | Coureur                             | Pos                                 |
| 171                                 | Aude Biannic (FRA)                  | 48e                                 |
| 172                                 | Coralie Demay (FRA)                 | 75e                                 |
| 173                                 | Eugénie Duval (FRA)                 | 54e                                 |
| 174                                 | Roxane Fournier (FRA)               | 9e                                  |
| 175                                 | Pascale Jeuland (FRA)               | 25e                                 |
| 176                                 | Eri Yonamine (JPN) (route)          | 58e                                 |
| Directeur sportif : Nicolas Marche  |                                     |                                     |

| Wiggle High5 WHT                   | Wiggle High5 WHT     | Wiggle High5 WHT |
| ---------------------------------- | -------------------- | ---------------- |
| Num                                | Coureur              | Pos              |
| 181                                | Audrey Cordon (FRA)  | 60e              |
| 182                                | Jolien D'Hoore (BEL) | 1re              |
| 183                                | Chloe Hosking (AUS)  | 2e               |
| 184                                | Lucy Garner* (GBR)   | 82e              |
| 185                                | Amy Pieters (NED)    | 20e              |
| 186                                | Anna Sanchis (ESP)   | 62e              |
| Directeur sportif : Nico Claessens |                      |                  |

Source.